# Salomé Berrocal Gonzalo
Salomé Berrocal Gonzalo (Hamburgo, Alemania, 12 de diciembre de 1965) es catedrática de Comunicación Política en la Universidad de Valladolid, y una de las investigadoras más prolíficas en España en materia de politainment o infoentretenimiento político.

## Carrera
Estudió la Licenciatura en Periodismo en 1983 en la Universidad San Pablo-CEU y la Universidad Complutense de Madrid. Tras la obtención del título, desarrolló una carrera profesional durante varios años (1988-2003), llegando a trabajar como redactora jefe de informativos en el Centro Territorial de Televisión Española en Madrid, y comenzó su trabajo académico en 1996, cuando obtuvo el título de doctora por la Universidad Complutense de Madrid, con una tesis sobre la Comunicación Política en Televisión y el análisis de la Campaña Electoral de 1993.
Su etapa posdoctoral comenzó en la Universidad San Pablo-CEU (1993-2007), donde desarrolló su actividad docente e investigadora como profesora colaboradora, profesora adjunta y profesora agregada. En 2007 se integra como profesora titular en la Universidad de Valladolid y desde 2020 es catedrática en dicha Universidad donde coordina el Grupo de Investigación Reconocido en Nuevas Tendencias de la Comunicación (NUTECO).
En su dilatada carrera académica cabe destacar sus más de noventa trabajos de investigación, publicados en revistas científicas como Comunicar, Communication & Society,  El profesional de la Información, Revista Latina de Comunicación Social, Media & Communication, VISUAL REVIEW. International Visual Culture Review, Revista Mediterránea, Estudios del Mensaje Periodístico, Historia y Comunicación Social, Zer o Doxa.Comunicación, su participación en cinco proyectos de innovación docente y en once proyectos de investigación, en cinco de ellos en calidad de investigadora principal. Además, ha realizado numerosas estancias de investigación en instituciones como Universidad George Washington, Universidad de California en San Diego, Universidad de Suffolk, Universidad de Milán , Universidad de Buenos Aires y Universidad de Belgrano, entre otras.
Salomé Berrocal es coordinadora del Grado en Periodismo de la Universidad de Valladolid y ha sido presidenta de la Junta de Gobierno de la Sociedad Española de Periodística (SEP) desde 2018 a 2022.

## Premios y reconocimientos
- Premio Ángel Herrera a la mejor labor docente teniendo en cuenta la valoración del alumnado (2001).
- Premio Drago Latina de Comunicación Social (2018).
- Premio Drago Latina de Comunicación Social (2019).

## Libros
- Análisis básico de la prensa diaria. Manual para aprender a leer periódicos con Carlos Rodríguez Maribona(Universitas, Madrid, 1998).
- Comunicación política y televisión. Definición de un marco teórico en la investigación electoral en televisión. Las elecciones legislativas de 1993 (Universidad Complutense de Madrid, Madrid, 2001).
- Comunicación política en televisión y nuevos medios (Ariel, Barcelona, 2003).
- Pasado, presente y futuro de la libertad de expresión (Fundación Universitaria San Pablo-CEU, Madrid, 2004).
- Periodismo político: Nuevos retos, nuevas prácticas con Eva Campos Domínguez (Sociedad Española de Periodística y Universidad de Valladolid, Madrid, 2011).
- La investigación en Periodismo Político en el entorno de los nuevos medios de comunicación con Eva Campos Domínguez (Sociedad Española Periodística, Madrid, 2012).
- Politainment. La política espectáculo en los medios de comunicación (Tirant Humanidades, Valencia, 2017).